# Onorato Bonifazio Papachino
Onorato Bonifazio Papachino, orthographié en espagnol : Honorato Bonifacio Papachino et français : Honoré Boniface Papachin, né à Villefranche dans le comté de Nice appartenant alors aux États de Savoie et mort en 1692, est un marin du XVIIe siècle.
D'abord corsaire en Méditerranée, il s'illustre ensuite dans la marine du roi catholique Charles II d'Espagne qui le nomma amiral de sa flotte. Ayant refusé de saluer le pavillon français alors qu'il se trouvait au large des côtes espagnoles, il doit affronter au cours d'un combat sanglant le vice-amiral de Tourville le 2 juin 1688.

## Biographie
En 1664, il est promu Capitán de Mar y Guerra, équivalent de capitaine de vaisseau. En 1667 il obtient le grade d'amiral, se distinguant dans le combat de Messine en 1675, puis contre les Turcs en 1681, en 1683, dans le Détroit de Gibraltar, avec six navires il capture un navire français, un autre algérois, et un convoi hollandais de six navires avec du matériel naval pour Toulon. Il se distingue enfin avec Laya lors de la défense du Peñón d'Alhucemas en 1687, aidant à couler le navire amiral d'Alger. À plusieurs reprises il escorte la flotte des Indes.

### Combat contre Tourville (2 juin 1688)

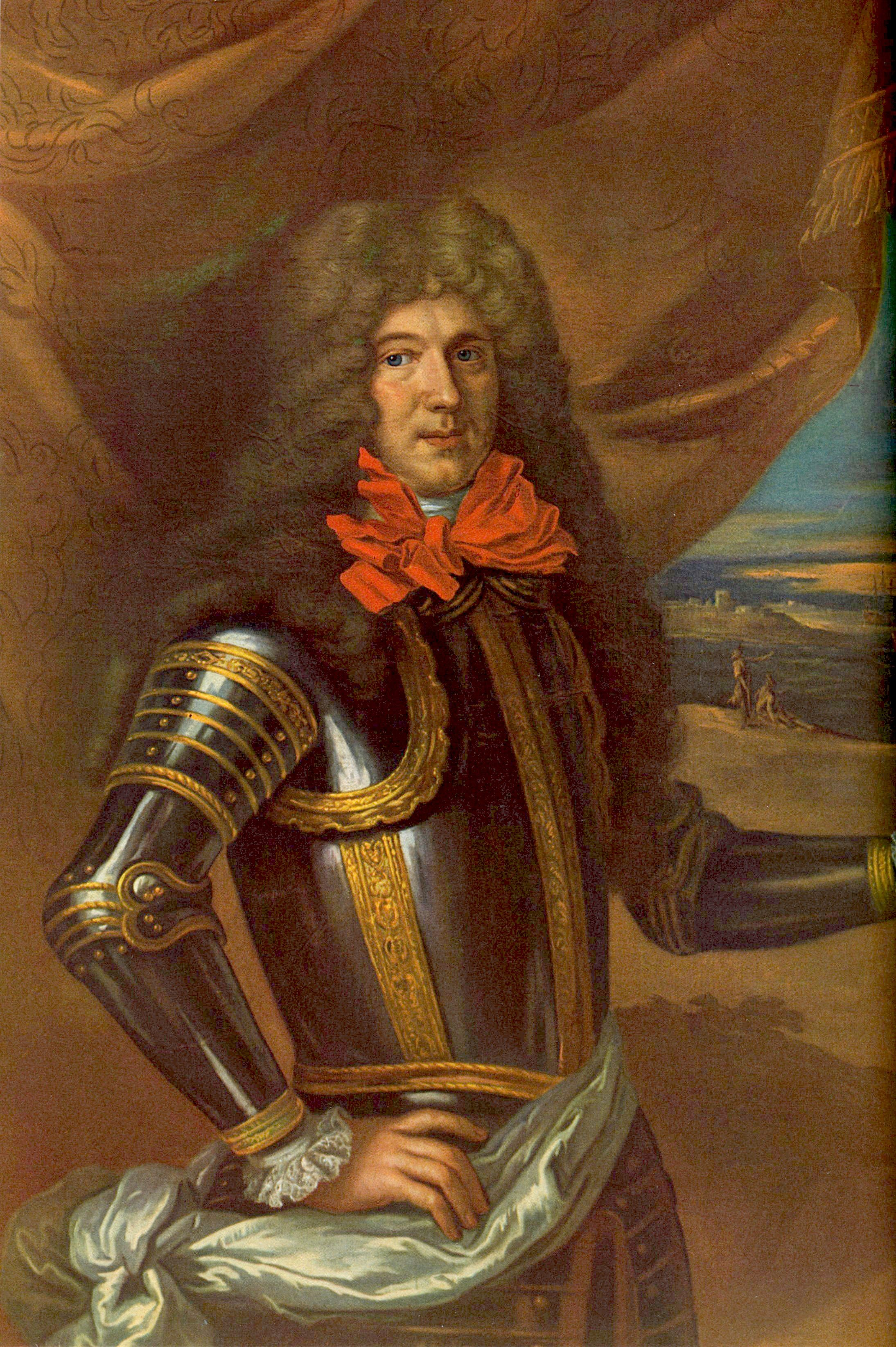
Le maréchal de Tourville, adversaire de l'amiral Papachino, le 2 juin 1688

En 1688, l'amiral Papachino se trouvant à Naples, reçoit l'ordre de se diriger vers les Flandres en passant par l'Espagne, pour y prendre le commandement des forces navales de cette zone. Il leva l'ancre de Naples le 28 mai 1688, à bord du vaisseau Carlos de 66 canons, et la frégate San Jerónimo de 54 canons, les deux navires chargés de matériel pour la péninsule, mettant cap vers Carthagène, et le 2 juin à l'aube à hauteur de Benidorm, près du cap San Antonio au niveau d'Alicante, il croise l'escadre française de l'amiral de Tourville forte de trois vaisseaux, Le Content de 55 canons, deux autres vaisseaux de 45 canons, Le Solide et L'Emporté, respectivement aux ordres du marquis de Châteaurenault et du comte d'Estrées, ainsi que d'une tartane. Les deux navires espagnols naviguent alors vent contraire. Les deux nations étaient en paix à cette époque. 
Depuis le navire de Tourville une chaloupe se dirige vers les navires de Papachino, exigeant que l'amiral espagnol salue le premier de neuf coups de canon le pavillon français, et qu'après le Français lui répondrait de la sorte. Tourville mettait en application les ordres dictés par Colbert vers 1681, sur l'exigence que le pavillon français soit salué en premier lieu par les autres navires (ordre ratifié par la Grande Ordonnance de la Marine d'avril 1689), ce que l'amiral Papachin refusa, répliquant que ce serait tout au plus au Français de saluer en premier, vu la proximité des côtes espagnoles.
Tourville profitant du vent se jette avec violence sur le Carlos, bord contre bord, les Espagnols criant « Viva el Rey », et les Français « Vive le Roi », et depuis Le Content de Tourville les premiers tirs de mousquets partent. Papachino ordonne de répliquer, et pendant une demi-heure le combat continue au moyen d'armes légères, et de grenades. Les cordages des deux navires sont alors emmêlés par la poupe en raison du choc initial, ce n'est que lorsqu'ils furent séparés que les tirs d'artillerie commencèrent. 
Les autres deux navires français font feu contre la frégate San Jerónimo, et contre le Carlos, pendant une heure la frégate espagnole doit faire face à deux ennemis.
Comme un boulet coupe la drisse du drapeau du Carlos, le capitaine de la San Jerónimo croit que l'amiral s'était rendu, et ordonne de cesser le feu, se rendant aux navires français. Mais le Carlos ne s'était pas rendu, il continue à se battre durant plus de trois heures, contre trois ennemis à présent, souffrant de grands dégâts, le mât principal étant tombé sur l'artillerie d'un bord, il la rendait pratiquement inutile.
Voyant l'état du Carlos, Tourville envoie un canot renouveler sa demande de salut au pavillon français soit il serait coulé, Papachino réunit ses officiers, et décident non sans hésitations, vu l'état du navire, sans mâts, presque sans gouvernail, et un quart de l'équipage mort ou blessé, sans possibilités de recevoir de l'aide, et avec la frégate rendue, de cesser le combat.
L'amiral Papachino, communique à Tourville que du fait de l'état de son navire, forcé par la nécessité, il saluerait le pavillon français, rappelant à Tourville qu'en aucun cas il ne l'aurait fait le premier si les événements ne s'étaient déroulés de la sorte, donc obligé par la circonstance, il ordonne de faire les neuf salves auxquelles répondent neuf autres salves du navire de Tourville.
Tourville regrette les faits, et se met à disposition de Papachino pour lui accorder l'aide qu'il demanderait, l'amiral espagnol lui répond qu'il n'avait besoin de rien, le remercie, ce à quoi Tourville, restitue la frégate qui s'était rendue, et met le cap vers la France, ne désirant pas séjourner trop longtemps si près des côtes espagnoles, son navires ayant souffert de la mâture, les cordages et de la voilure, avec une soixantaine de morts, Tourville lui-même blessé à la figure et à la jambe, le navire de Châteaurenault ayant aussi souffert dans la mature et avec de nombreux morts.
Les deux navires espagnols mettent le cap vers Benidorm, avec plus de 120 morts à bord, arrivant à grandes peines, où ils initièrent les réparations plus urgentes, et deux jours après ils mettent le cap vers Alicante.
À l'issue du combat, Tourville écrit au ministre de la Marine pour l'informer de la tenue de ce combat.
Papachino fournit, lui aussi, un compte-rendu du combat à son Roi, quelque peu différent de celui du Français.
L'amiral Papachino meurt en 1692 aux commandes de la flotte de Flandres.

## Postérité
Le combat contre Tourville en juin 1688 a laissé une expression populaire dans la marine espagnole « La escuadra de Papachín, un navío y un bergantín » (français : L'escadre de Papachin, un navire et un brigantin), utilisée pour décrire une situation de combat dans laquelle il existe une inégalité des forces. Ici, le terme d'escadre était manifestement exagéré au regard de l'importance et du nombre de navires commandés par Papachin.

## Sources et bibliographie
- Théodore Ortolan, Règles internationales et diplomatie de la mer, vol. 1, Paris, Dumaine, 1845 (lire en ligne) ;
- Adrien Richer, Vie du maréchal de Tourville : lieutenant-général des armées navales de France sous Louis XIV sur Google Livres, Belin, 1783 p. 279 et suivantes ;
- (es) Enciclopedia general del mar, tome V, p. 174